# Lago Schaal
El lago Schaal (del alemán: Schaalsee) es un lago de 24 km² en Alemania. Forma parte de la frontera entre Schleswig-Holstein y Mecklemburgo-Pomerania Occidental. La ciudad de Zarrentin am Schaalsee se encuentra en sus orillas meridionales y el municipio de Kneese se encuentra cerca del lago.
El lago fue usado para las pruebas del hidroavión BV 238 de la Luftwaffe, la aeronave bélica más grande de su época, el cual fue destruido en este lugar.
En el año 2000, un área (309 km²) que comprende el lago y sus riberas próximas fue declarada reserva de la biosfera.